# 阿恩科米爾斯 (喬治亞州)
阿恩科米爾斯（英語：Arnco Mills）是位於美國喬治亞州考維塔縣的一個非建制地區。該地的面積和人口皆未知。

## 地理
阿恩科米爾斯的座標為33°24′53″N 84°51′13″W / 33.41472°N 84.85361°W，而該地的平均海拔高度為269米（即883英尺）。